# Serghei Dadu
Serghei Dadu (Chișinău, 23 gennaio 1981) è un ex calciatore moldavo, di ruolo attaccante.

## Carriera

### Club
Ha giocato nel campionato moldavo, russo e danese.

### Nazionale
Con la Nazionale moldava ha collezionato 29 presenze e 8 reti tra il 2002 e il 2013.

## Palmarès

### Club

#### Competizioni nazionali
- Campionato moldavo: 5

Sheriff Tiraspol: 2000-2001, 2001-2002, 2002-2003, 2006-2007, 2012-2013
- Coppa di Moldavia: 2

Sheriff Tiraspol: 2000-2001, 2001-2002
- Supercoppa di Moldavia: 1

Sheriff Tiraspol: 2003
- Campionato russo: 1

CSKA Mosca: 2005
- Coppa di Russia: 1

CSKA Mosca: 2004-2005
- Supercoppa di Russia: 1

CSKA: 2004

#### Competizioni internazionali
- Coppa dei Campioni della CSI: 1

Sheriff Tiraspol: 2003